# Johann Kuprianoff

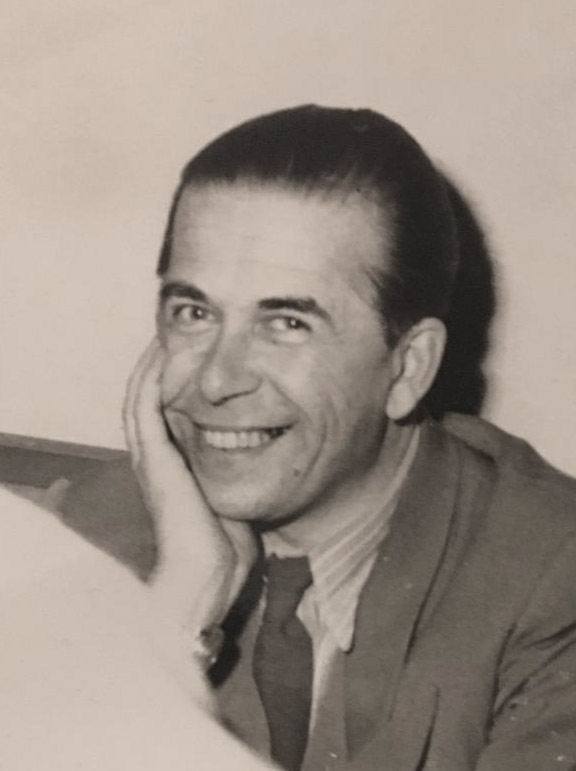
Johann Kuprianoff

Johann Kuprianoff (* 7. Dezember 1904 in St. Petersburg; † 31. Januar 1971 in Karlsruhe) war ein deutscher Ingenieur auf dem Gebiet der Lebensmitteltechnik.
Nach dem Abitur in St. Petersburg studierte er an der Technischen Hochschule in Karlsruhe. Dort promovierte er 1931. Er war dann als Oberingenieur für die Firma Robert Bosch in Stuttgart tätig. Ab 1946 war er stellvertretender, ab 1948 Direktor der Bundesforschungsanstalt für Lebensmittelfrischhaltung.
Ab 1948 lehrte er als Honorarprofessor an der TH Karlsruhe. 1961 wurde er als ordentliches Mitglied in die Heidelberger Akademie der Wissenschaften aufgenommen. Er war auch Mitglied des Vereins Deutscher Ingenieure (VDI).
Eine Enkelin von Kuprianoff ist die Opernsängerin Valentina Stadler.